# ALL REQUEST PROGRAM オーレオーレ!
ALL REQUEST PROGRAM オーレオーレ!（オール・リクエスト・プログラム オーレオーレ!）は、2003年10月5日から山形放送（YBCラジオ）で土曜11:10 - 14:00に放送されているラジオ番組である。

## 概要
2003年10月5日に、TBSラジオで放送されていた「ラ・ラ・ラ♪日ようび」が終了したため、その後番組として始まった。
「ALL REQUEST PROGRAM」というサブタイトルの通り、リスナーからのリクエストやメッセージがそのほとんどを占め、平日の同時間帯で放送されている「ゲツキンラジオ ぱんぱかぱ〜ん」のように、ラジオカーからの中継は無い。またYBCの番組で唯一、リスナーからのリクエストをフルコーラスで流している。アーティストからのメッセージも番組内で流れることがある。
2013年6月9日に放送回数500回を達成した。
2018年4月7日から土曜12:10 - 15:00の放送に変更となった。

## パーソナリティ
パーソナリティ（この番組ではナビゲーターという呼び方がされる）はYBCの若手アナウンサーやフリーアナウンサーが務めている。放送開始当初はYBCアナウンサーの陣内倫洋と石渡ともみが務め、2004年4月からは同じYBCアナウンサーの相磯舞と石渡ともみに変わり、同年7月からはフリーアナウンサーの奥山知寿子（元FM山形アナウンサー）が1人で務めている。

## 主なコーナー
- 14:00頃 : バースデーコール - 放送週前後が誕生日のリスナーまたはリスナーが推薦する人を『ハッピーバースデ～』の掛け声でお祝いするコーナー
- 14:10頃 : やまがたドライビング・エコ
- 14:25頃 : 愛らんど ペットギャラリー
- 武田葉月の大相撲跳ね太鼓 - ノンフィクションライター武田葉月と大相撲の情報を伝えるコーナー（不定期）

## 主な企画
- ４７都道府県コンプリート - ４７都道府県全てのリスナーからのメッセージをもらいコンプリートを目指す企画（2020年2月22日～）
- 恋のダイヤル９１８目指せ１００人 - １００人のリスナーと電話を繋いでお話ししようという企画（2020年5月16日～）